# Parazellulärer Transport
Beim parazellulären Transport über ein Epithel werden Stoffe durch die Zwischenräume zwischen den Zellen transportiert. Im Gegensatz dazu werden beim transzellulären Transport (Transzytose) die Stoffe direkt durch die Zelle transportiert (z. B. durch Exo- und Endozytose oder durch rezeptorvermittelten Membrantransport).
Der parazelluläre Transport erfolgt passiv und kann durch Tight Junctions (Zonula Occludentes) zwischen den Zellen verhindert bzw. reguliert werden. 
Parazellulärer und transzellulärer Transport werden je nach Epitheltyp unterschiedlich stark genutzt. In „durchlässigen“ Epithelien wie dem Darm erfolgt bis zu 90 % des Stofftransports parazellulär, in dichten Epithelien wie der Blut-Hirn-Schranke gibt es so gut wie keinen parazellulären Transport.

## Solvent Drag
Werden beim parazellulären Wassertransport gelöste Stoffe im Wasserstrom „mitgerissen“, spricht man vom Solvent Drag (englisch Lösungsmittel-Zugkraft). Die Richtung des Transports hängt vom elektrochemischen Gradienten über das Epithel ab. Ungeladene Stoffe bewegen sich in Richtung der geringeren Konzentration. Die Richtung geladener Moleküle (beispielsweise Ionen) hängt zusätzlich von der transepithelialen Potentialdifferenz ab, die von der Ladungsverteilung beeinflusst wird.
Der Solvent Drag spielt eine wichtige Rolle bei der Rückresorption gelöster Substanzen (vor allem Natrium, Chlorid und Harnstoff) in proximalen Tubuluszellen der Niere sowie im Darm, wo jeweils größere Mengen Wasser resorbiert werden.

## Entzündungen
Kommt es zur Ausschüttung von Histamin im Rahmen von Entzündungsvorgängen, werden die Barrieren zwischen den Wandzellen der Lymph- und Blutgefäße (Gefäßendothelzellen) geöffnet. Dieser Vorgang wird inflammatorische Permeabilitätssteigerung genannt. Histamin bewirkt eine intrazelluläre Erhöhung des Calciumspiegels, was das Zytoskelett der Zellen so verändert, dass die Tight Junctions nicht mehr aneinander haften. Die Endothelbarriere ist dadurch durchlässig und es kann ein parazellulärer Transport stattfinden. Die Öffnung der Endothelbarriere kann bei überschießenden Allergiereaktionen oder bei Vergiftungen zu gefährlichen Ödemen führen (Lungen- oder Hirnödeme).